# Remi Abreu Trinta
Remi Abreu Trinta (São Bento, 11 de fevereiro de 1940) é um médico e político brasileiro. Filiado ao União Brasil (UNIÃO), foi prefeito de Palmeirândia (1983–1985), deputado estadual (1987–1991) e deputado federal (1991–2007).

## Carreira política
Começou a carreira política ao ser eleito deputado estadual em 1986.
Foi eleito deputado federal em 1990, 1994, 1998 e 2002
Em 2002, o PL oficializou o apoio à reeleição de José Reinaldo Tavares, integrando a sua coligação que reunia 9 partidos. Recorreu, junto ao senador José Sarney, pela cassação do registro de candidatura de Ricardo Murad (à época pelo PSB) no Tribunal Superior Eleitoral. Segundo o presidente estadual do PL no estado, existem razões pela cassação de Ricardo Murad para impedir o segundo turno e a vitória de Jackson Lago. Cassado pelo TSE em 25 de setembro de 2002, Ricardo Murad teve seus votos anulados, o que facilitou a vitória de José Reinaldo Tavares sobre Jackson Lago. 
Candidatou-se a deputado estadual em 2006, 2010 e 2014, sem lograr êxito. Consegue eleger sua esposa Luciana Trinta prefeita de Araioses em 2008, sendo que esta não consegue a reeleição em 2012. 